# Gallerani (famiglia)
I Gallerani furono un'antica e potente famiglia senese di fede ghibellina, distintasi nell'attività bancaria e nella mercatura.
Un esponente della famiglia, Sigerio, fu costretto ad emigrare verso il 1392 a Milano quando a Siena prevalsero i guelfi, di parte avversa. La famiglia ottenne importanti incarichi alla corte dei Visconti prima e poi degli Sforza.

## Esponenti illustri

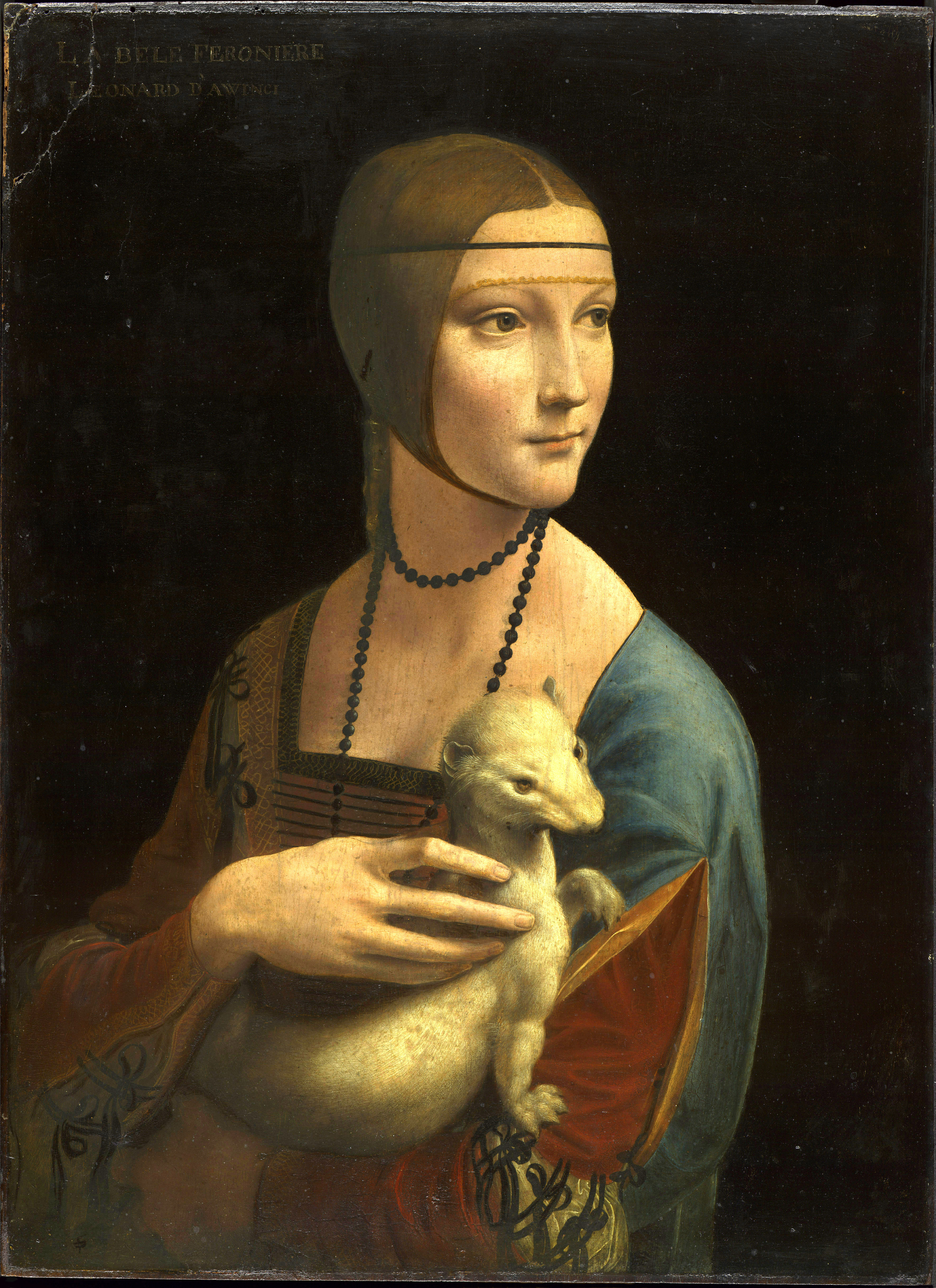
Leonardo da Vinci, Dama con l'ermellino

- Andrea Gallerani (?-1251), religioso.
- Ciampolo Gallerani (1260-1340), banchiere.
- Sigerio Gallerani (?-XV secolo), banchiere e fuduciario del duca di Milano Filippo Maria Visconti; padre di Fazio. Ottenne nel 1420 la cittadinanza milanese.[5]
- Bartolomeo Gallerani (?-XV secolo), figlio di Sigerio, nel 1450 fu tesoriere degli Sforza.
- Fazio Gallerani (1414-1480), giurista e padre di Cecilia; ambasciatore degli Sforza.[6]
- Cecilia Gallerani (1473-1533), amante del duca Ludovico il Moro, venne ritratta da Leonardo nel dipinto Dama con l'ermellino.